# Gérard Bregnard
Gérard Bregnard (* 8. Dezember 1920 in Fontenais; † 8. April 2003 in Pruntrut, heimatberechtigt in Bonfol) war ein Schweizer Maler, Lithograf, Illustrator und Eisenplastiker.

## Leben und Werk
Gérard Bregnard arbeitete ab seinem 14. Lebensjahr, zuerst in einer Apotheke, in einer Schuhfabrik, bei einem Gärtner und schliesslich für weitere 16 Jahre in einer Uhrengehäusefabrik in Pruntrut. 
Zwischen 1950 und 1955 malte er surrealistische, danach bis 1959 konstruktivistische Bilder. Bregnard war Mitglied des Institut jurassien des sciences, des lettres et des arts. Dieses wurde vom Rektor und Verleger Marcel Joray (1910–1996) am 21. Oktober 1950 gegründet. Das Ziel der Vereinigung war es, Jurassier zusammenzubringen, die eine kreative Tätigkeit in Wissenschaft, Literatur oder Kunst ausüben, und den Jura zu fördern und seine Anerkennung im französischsprachigen Kulturbereich zu stärken.
Bregnard war 1979 ein Gründungsmitglied der Sektion Jura der GSMBA. Weitere Gründungsmitglieder waren André Brahier, Jean-François Comment, Jeanmarie Hänggi und Peter Fürst.
Als Illustrator war Bregnard für verschiedene Autoren tätig, etwa für Pierre-André Marchand, Alexander Voisard, Myrian Weber-Perret und Jean Osiris. 1991 illustrierte er das Buch von Jules Verne Le Mariage de M. Anselme des Tilleuls. In Pruntrut schuf er für das Gymnasium ein Wandbild und für den Chor der Kirche St-Charles ein Polyptychon. Für den Coop in Wangen bei Olten schuf er eine Springbrunnen-Eisenplastik.
Bregnard war zudem ein Mitbegründer der Gesellschaft jurassischer Maler und Bildhauer. Seine Werke stellte er in Einzel- und Gruppenausstellungen aus.